# Koba (Il pianeta delle scimmie)
(Koba in Apes Revolution - Il pianeta delle scimmie)
(Koba rivolto a Cesare prima della lotta finale in Apes Revolution - Il pianeta delle scimmie)
Koba è un bonobo immaginario apparso nella prima trilogia della serie reboot de Il pianeta delle scimmie. Inizialmente alleato, poi arcinemico di Cesare, fece il suo debutto ne L'alba del pianeta delle scimmie, interpretato da Christopher Gordon. Nei successivi due film, il ruolo del personaggio fu assunto da Toby Kebbell attraverso il motion capture, divenendo, quindi, l'antagonista principale del secondo film Apes Revolution - Il pianeta delle scimmie, e fa un'apparizione postuma nel terzo capitolo The War - Il pianeta delle scimmie.

## Biografia del personaggio

### Film

#### L'alba del pianeta delle scimmie(2011)
Koba, già da anni cavia in esperimenti medici, viene inviato ai laboratori della Gen-Sys di San Francisco per mettere alla prova l'ALZ-113, un retrovirus creato per combattere la malattia di Alzheimer. La cura precedente ebbe come effetto collaterale il miglioramento dell'intelligenza delle scimmie, incluso Cesare, e contemporaneamente dimostrandosi efficace nei pazienti umani, fino a che il sistema immunitario non sviluppava gli anticorpi per contrastarlo. Nel corso della somministrazione dell'ALZ-113, Koba ha una convulsione, così espone il virus ad uno dei medici presenti. Successivamente viene sottoposto a una serie di test d'intelligenza, riuscendo a ottenere un punteggio di 15 con la Torre di Lucas. Nel frattempo, il virus risulta essere letale per gli umani: il medico infettato, infatti, prima di morire sparge il patogeno.
Koba viene liberato insieme alle altre scimmie dal laboratorio da Cesare e i suoi accoliti, e lo accompagna alla loro nuova dimora del Muir Woods National Monument dopo una battaglia contro le forze dell'ordine sulla Golden Gate Bridge, durante la quale Koba uccide Steven Jacobs, il cinico e spietato amministratore delegato della Gen-Sys. Il bonobo tenta anche di uccidere il giovane dottor Will Rodman, vecchio proprietario di Cesare, ma viene fermato da quest'ultimo.

#### Apes Revolution - Il pianeta delle scimmie(2014)
Un decennio dopo gli eventi del film precedente, l'umanità è stata decimata dall'ALZ-113 sparso in precedenza da Koba, che continua a vivere nel Muir Woods National Monument come consigliere e amico di Cesare, nonché mentore di suo figlio Occhi Blu. Nel gruppo di scimmie, si sviluppa uno scisma fra i due, quando Cesare offre di aiutare un gruppo di superstiti umani a riattivare una diga idroelettrica per fornire energia alle rovine di San Francisco. Incapace di perdonare gli umani per il suo trattamento passato, Koba, insieme ai suoi alleati Grey e Stone, si ribella contro il suo vecchio leader, derubando il deposito d'armi di Fort Point e spargendo il dissenso tra le scimmie, incluso Occhi Blu. Koba successivamente spara a Cesare, incolpando gli umani e guidando le scimmie in guerra contro gli umani, prendendosi il potere, imprigionando o uccidendo le scimmie ancora leali a Cesare, infrangendo così una delle massime di quest'ultimo: «Scimmia non uccide scimmia.». Quando Cesare si rivela ancora vivo, i due si scontrano su un grattacielo. Durante il duro e violento scontro, Koba si trova appeso nel vuoto e Cesare gli afferra la mano per tirarlo su. Il bonobo cerca di incitarlo ricordando allo scimpanzé la sua stessa legge, ma Cesare gli risponde che non lo considera più una scimmia e così molla il suo braccio lasciando cadere il perfido Koba, che muore precipitando dalla torre.

#### The War - Il pianeta delle scimmie(2017)
Il terribile Koba ricompare solo negli incubi e nelle allucinazioni di Cesare. Dopo aver perso la moglie e il figlio, Cesare decide di vendicarsi, uccidendo il capo degli umani responsabili di ciò, il colonnello McCullough, tuttavia, quando le altre scimmie gli fanno notare che agire così non è da lui, lo scimpanzé inizia a temere di essere diventato come Koba. Alla fine però, Cesare riesce a non commettere gli stessi errori del fratello adottivo e, quando finalmente ha l'opportunità di vendicarsi, decide di non cedere al proprio odio e a pensare piuttosto a salvare i propri compagni.

### Romanzi

#### Dawn of the Planet of the Apes: Firestorm
I primi giorni di libertà di Koba risultano problematici, siccome non ha mai visto la luna, ha difficoltà nel decifrare le sue memorie rese più vivide dall'ALZ-113, e trova faticoso integrarsi con le scimmie non-modificate liberate dallo zoo di San Francisco, considerandoli inferiori. Continua però a stimare Cesare, sperando di vincere la sua fiducia e di svolgere un ruolo più attivo nel difendere il suo nuovo popolo. Quando la colonia viene attaccata dalle forze mercenarie di Anvil, Koba dimostra la sua affidabilità scoprendo dei localizzatori impiantati in frutta lasciata come esca, e difende le scimmie durante un attacco col gas lacrimogeno mentre Cesare li porta in salvo. In gratitudine, Cesare adotta Koba come suo fratello alla conclusione del romanzo.
Tramite una serie di flashback lungo la storia, viene rivelato che Koba nacque in un centro di ricerca dei primati, dove imparò il linguaggio dei segni. Siccome non poté comunicare con le altre scimmie nel centro, s'identificò con gli umani, battezzando i suoi simili come "grossi bruchi neri". Dopo che sua madre venne picchiata a morte da un impiegato alcolizzato, i fondi per il programma di ricerca furono tagliati, e Koba venne successivamente venduto a uno studio televisivo. Là, fece conoscenza di Milo, un'altra scimmia fluente nel linguaggio dei segni. I due furono protagonisti di una serie tv comica, venendo elettrizzati se fallissero durante le riprese. La trasmissione fu cancellata dopo recensioni negative e una causa in seguito al ferimento d'un bambino da parte di Milo. Il produttore della serie si suicidò dopo aver accecato uno degli occhi di Koba con una sigaretta, e le due scimmie vennero successivamente catturate dai vigili. Koba venne separato da Milo e trasferito lungo gli anni in vari laboratori, dove la noia e il timore della punizione corporale lo spinsero ad esibire comportamenti autolesionistici, come strapparsi i peli e ferirsi le nocche nei tentativi di comunicare con le sbarre della sua gabbia. Venne eventualmente scoperto dal neuroscienziato Amol, impiegato della Gen-Sys che conosceva la lingua dei segni. Egli fece amicizia con Koba, sebbene lo utilizzò nei suoi esperimenti. Steven Jacobs, il superiore di Amol, lo licenziò, e affrontò Koba nella sua gabbia, dicendogli in piena faccia che non fosse nient'altro che un animale. Questo evento segnò la fine dell'affetto ingenuo di Koba per gli umani, e giurò di vendicarsi contro Jacobs.

#### War for the Planet of the Apes: Revelations
Dopo la morte di Koba, il suo sottotenente Grey si trova in sfavore con Cesare per il suo ruolo nella guerra contro gli umani. Egli viene manipolato dal gorilla Red ad assumere il comando illusorio dei lealisti di Koba rimasti, venendo successivamente trascinato in un complotto destinato ad assassinare Cornelia, la moglie di Cesare. Grey cede alla sua coscienza e viene ucciso da Red, che guida gli ex seguaci di Koba in esilio fino ad essere catturato dalle truppe del Colonnello McCullough, che risparmiano la sua vita dopo che egli offre di condurli a Cesare.

## Concezione e sviluppo

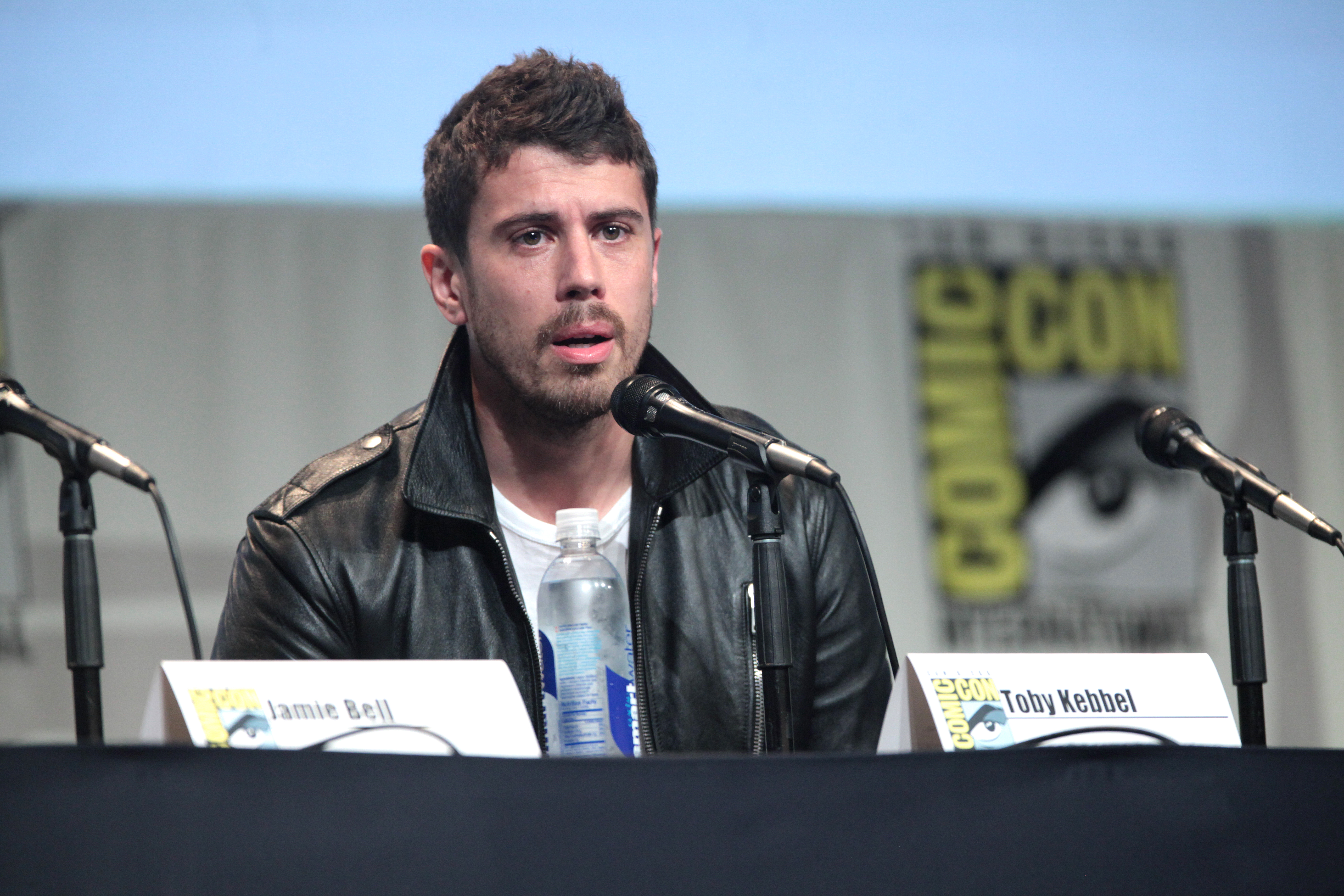
Toby Kebbell, secondo e terzo interprete di Koba, nel 2015

Nel definire la sua recitazione di Koba in, Apes Revolution - Il pianeta delle scimmie, Toby Kebbell descrisse il personaggio come inizialmente legato a Cesare da un rapporto fraterno, disgraziatamente macchiato dagli anni passati in isolamento sociale e dalla sua misantropia. Per la rappresentazione fisica di Koba, Kebbel rese il personaggio più bipede rispetto alle altre scimmie, siccome la postura quadrupede tipica delle grandi scimmie non era innata, ma imparata attraverso l'interazione con altri primati, qualcosa che a Koba fu negata per gran parte della sua vita. In un'intervista rivelò che imparò l'andatura dalle osservazioni sulle scimmie tenute nei laboratori. Riassunse la personalità del personaggio nei seguenti termini: «Koba è sostanzialmente fiducioso nei confronti degli altri, fino a che non ti dimostri inaffidabile. A questo punto non si fiderà più di te, e non c'è nulla che puoi fare per ritornare nelle sue grazie.»
Lo scrittore Gregory Keyes, nel scrivere, Dawn of the Planet of the Apes: Firestorm, rivelò in un'intervista che scrivere le scene dal punto di vista di Koba furono le più difficili, ma che vedeva il personaggio come ideale nell'illustrare i tormenti sofferti dai primati nei laboratori.
Sebbene fu inclusa una scena dopo i titoli di coda di Apes Revolution in cui si sente il respiro di Koba, lo sceneggiatore Mark Bomback decise di abbandonare il personaggio in The War, ritenendo che avesse compiuto e terminato il suo ruolo nella saga. Koba venne considerato come un'allucinazione di Cesare,  per mantenere vivo il suo trauma nell'aver ucciso il fratello adottivo. Uno dei temi centrali del film, infatti, è il rischio che Cesare diventi come Koba nel reagire alla morte della sua famiglia per mano degli umani.

## Accoglienza
Alcuni esperti di primati hanno notato come il comportamento aggressivo di Koba non corrisponde a quello dei bonobo reali, che sono solitamente più pacifici degli scimpanzé. Tuttavia, la ricercatrice evolutiva Cat Hobaiter dell'Università di St Andrews notò come l'isolamento sociale e la cattività possono essere nocivi sia per le scimmie che per gli umani, quindi la rabbia atipica di Koba è plausibile, date le sue esperienze. Inoltre, l'esperto di bonobo, Frans de Waal dell'Emory University in Atlanta, Georgia, dichiarò che siccome le scimmie hanno memorie prodigiose, i desideri di vendetta verso gli umani da parte di Koba non sono implausibili.
Mark Pizzato, professore di cinema e teatro a UNC-Charlotte, paragonò il tradimento di Koba verso Cesare a quello di Bruto verso l'omonimo Giulio Cesare, e il suo aspetto fisico alla rappresentazione Shakespeariana di Riccardo III.